# Hespérie du pas-d'âne
Pyrgus cacaliae
Espèce
Statut de conservation UICN

 LC  : Préoccupation mineure
L’Hespérie du pas-d'âne ou Hespérie obscure ou Tavelé (Pyrgus cacaliae) est une espèce de lépidoptères (papillons) de la famille des Hesperiidae, de la sous-famille des Pyrginae et du genre Pyrgus.

## Taxonomie
Pyrgus cacaliae a été décrit par Pierre Rambur en 1839.

### Noms vernaculaires
L'Hespérie du pas-d'âne ou Hespérie obscure ou Tavelé se nomme Dusky Grizzled Skipper en anglais et Ajedrezada oscura en espagnol,.

## Description
L'Hespérie du pas-d'âne est un petit papillon de couleur marron, avec une frange blanche entrecoupée et aux antérieures une ornementation de quelques toutes petites taches blanches.
Le revers est plus clair vert kaki clair taché de blanc sans tache blanche à la base de e2.

## Biologie

### Période de vol et hivernation
L'Hespérie du pas-d'âne vole en une seule génération entre juin et août.

### Plantes hôtes
Les plantes hôtes de sa chenille sont des Potentilla,  Sibbaldia et Tussilago farfara,.

## Écologie et distribution
L'Hespérie du pas-d'âne est présente uniquement en Europe sous forme de petits isolats dans les Alpes en France, Italie, Suisse, Allemagne et dans les montagnes de Bulgarie et Roumanie,.
L'Hespérie du pas-d'âne est présente en France métropolitaine dans les six départements des Alpes et tout particulièrement dans le Parc du Mercantour avec deux sites remarquables dans les Alpes-de-Haute-Provence et deux sites remarquables dans les Alpes-Maritimes,. Sa présence dans les Pyrénées en France et en Andorre demande à être confirmée.

### Biotope
L'Hespérie du pas-d'âne réside dans les vallons embroussaillés de montagne.

### Protection
Pas de statut de protection particulier.